# Schody Gemońskie

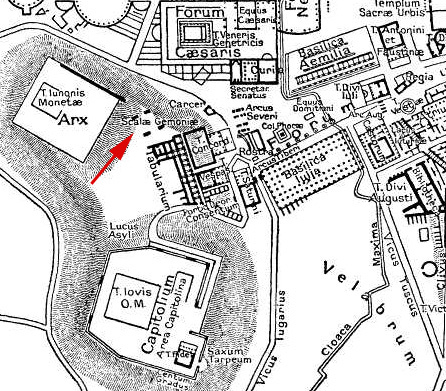
Przypuszczalna lokalizacja schodów na tle starożytnej zabudowy Kapitolu

Schody Gemońskie (łac. Scalae gemoniae) – w starożytnym Rzymie schody wykute w skale na południowym zboczu Kapitolu, z których zrzucano do Tybru zwłoki przestępców straconych w Więzieniu Mamertyńskim. Ze schodów tych zrzucono m.in. w 31 roku n.e. ciało Sejana.
Dokładna lokalizacja Schodów Gemońskich jest trudna do ustalenia, według Waleriusza Maksymusa były doskonale widoczne z Forum Romanum. Przypuszczalnie usytuowane były po północno-wschodniej stronie świątyni Zgody, a ich przebieg pokrywał się z dzisiejszymi schodami prowadzącymi w dół z Via S. Pietro in Carcere.